# اشعاب على (رصد)

تعديل مصدري - تعديل

اشعاب على هي إحدى قرى عزلة القارة بمديرية رصد التابعة لمحافظة أبين، بلغ تعداد سكانها 118 نسمة حسب تعداد اليمن لعام 2004.